# Familiäres Vorhofflimmern
Ein Familiäres Vorhofflimmern (FAF) ist eine sehr seltene angeborene Form des Vorhofflimmerns. Zugrunde liegen verschiedene Genveränderungen, die zu einer ungleichmäßigen Aktivierung der Vorhöfe und entsprechend der Herzkammern führen.
Synonym: englisch Familiar Atrial Fibrillation; FAF
Die Erstbeschreibung stammt vermutlich aus dem Jahre 1936 durch die US-amerikanischen Ärzte Edward S. Orgain, Louis Wolff und Paul D. White.

## Verbreitung
Die Häufigkeit ist nicht bekannt, die Vererbung erfolgt – soweit nachgewiesen – autosomal-dominant

## Ursache
Je nach zugrunde liegender Mutation können derzeit folgende Typen unterschieden werden:
- FAF 1 mit Mutationen auf Chromosom 10 Genort q22-q24[3]
- FAF 2 mit Mutationen auf Chromosom 6 Genort q14-q16[4]
- FAF 3 mit Mutationen im KCNQ1-Gen auf Chromosom 11 Genort p15.5-p15.4, die zu einem erhöhten Fluss von Kaliumionen während der Repolarisation führen[5]
- FAF 4 mit Mutationen im KCNE2-Gen auf Chromosom 21 Genort q22.11[6]
- FAF 5 mit Mutationen auf Chromosom 4 Genort q25[7]
- FAF 6 mit Mutationen im NPPA-Gen auf Chromosom 1 Genort p36.22[8]
- FAF 7 mit Mutationen im KCNA5-Gen auf Chromosom 12 Genort p13.32[9]
- FAF 8 mit Mutationen auf Chromosom 16 Genort q22[10]
- FAF 9 mit Mutationen im KCNJ2-Gen auf Chromosom 17 Genort q24.3[11]
- FAF 10 mit Mutationen im SCN5A-Gen auf Chromosom 3 Genort p22.2[12]
- FAF 11 mit Mutationen im GJA5-Gen auf Chromosom 1 Genort q21.2[13]
- FAF 12 mit Mutationen im ABCC9-Gen auf Chromosom 12 Genort p12[14]
- FAF 13 mit Mutationen im SCN1B-Gen auf Chromosom 19 Genort q13.11[15]
- FAF 14 mit Mutationen im SCN2B-Gen auf Chromosom 11 Genort q23.3[16]
- FAF 15 mit Mutationen im NUP155-Gen auf Chromosom 5 Genort p13.2[17]
- FAF 16 mit Mutationen im SCN3B-Gen auf Chromosom 11 Genort q24.1[18]
- FAF 17 mit Mutationen im SCN4B-Gen auf Chromosom 11 Genort q23.3[19]
- FAF 18 mit Mutationen im MYL4-Gen auf Chromosom 17 Genort q21.3[20]

## Klinische Erscheinungen
Das familiäre Vorhofflimmern kann asymptomatisch (klinisch stumm) sein oder sich mit Herzklopfen, Atemnot und Benommenheit äußern.
Weiteres zur Klinik, praktischen Einteilung, Diagnostik und Therapie findet sich im Hauptartikel Vorhofflimmern.